# Anton van Leeuwenhoek

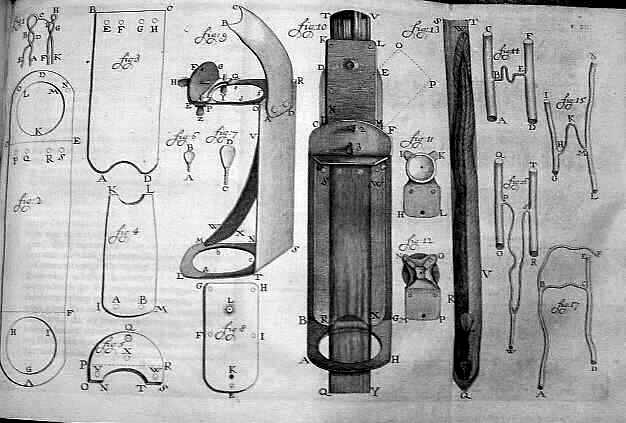
Henry Baker rajza Leeuwenhoek mikroszópjáról, 1756

Anton van Leeuwenhoek (néhol Antoni) (ejtése: [anton(i) fan léuenhuk] vagy [lévenhuk]) (Delft, 1632. október 24. – Delft, 1723. augusztus 26.) németalföldi zoológus. Legelőször ő vizsgálta nagyítóval az állóvizet, fedezte fel benne az ázalékállatkákat. Nagyítólencséit ő maga csiszolta. A mikrobiológia megteremtője, akinek olyan felfedezéseket köszönhetünk, mint például a vörösvérsejtek, az infusoriák az egysejtű organizmusok, a baktériumok, a hímivarsejtek, vagy a harántizmok rostjai.

## Élete
Apja kosárfonó volt, anyja sörfőző családból származott. Gyermekként Warmond város iskolájában tanult, majd nagybátyjával Benthuizenben élt. 1648-ban kereskedősegéd lett, 1654 körül visszatért Delftbe, és ott élt élete végéig: posztókereskedőként dolgozott, és kisebb városi tisztséget viselt. 1676-ban ő lett az elhalálozott és csődbe ment Jan Vermeer vagyongondnoka – úgy tartják, hogy barátok voltak. Valamikor 1668 előtt kitanulta a lencsecsiszolást. Kitűnően csiszolt lencséiből egyszerű mikroszkópokat készített, és valószínűleg Robert Hooke Micrographia című illusztrált könyvének hatására elkezdte tudományos megfigyeléseit.
Leeuwenhoek körülbelül ötszáz mikroszkópot készített, amelyekből tíznél kevesebb maradt fenn. Alapjában véve fennmaradt eszközei nem a mai értelemben vett összetett mikroszkópok voltak, hanem csak erős nagyítók. Az egyszerű eszköz egyetlen lencséjének fókuszát két csavarral lehetett beállítani, használata jó megvilágítást és sok türelmet igényelt. A jó lencsékkel és azok gondos beállításával a születésétől jó szemű Leeuwenhoek kétszázszoros nagyítást ért el. Rendkívül kíváncsi lévén megfigyelt gyakorlatilag mindent, amit a nagyító alá lehetett helyezni, és pontosan leírta, amit látott. Mivel nem rajzolt jól, felfogadott egy illusztrátort, hogy rajzokat készítsen leírásaihoz. Vizsgálódásai eredményeként ő figyelte meg elsőként a vérben a vörösvérsejteket, az ondóban a spermiumokat, a tócsák vizében az egysejtű ázalékállatkákat.
1673-ban Leeuwenhoek leveleket kezdett írni az újonnan alakult Royal Society of Londonnak, és azokban ismertette mikroszkópos megfigyeléseit. A levelezés ötven évig tartott; a holland nyelven írt levelek angolra vagy latinra fordítva, gyakran különlenyomatként jelentek meg a társaság Philosophical Transactions of the Royal Society című lapjában. 1680-ban a Royal Society teljes jogú tagjává választották. Megfigyeléseit élete végéig folytatta. Az utolsó néhány levelében saját betegségéről (a rekeszizom helytelen mozgásáról) küldött részletes, pontos leírást.
1676-ban lett Jan Vermeer van Delft hagyatékának hivatalos gondozója, és 1677. március 15-én elárvereztette Vermeer huszonhat festményét.
A tudós első felesége Barbara de Mey öt gyermeket szült. Amikor Barbara meghalt, Leeuwenhoek újranősült, elvette Cornelia Swalmiust, aki még egy gyerekkel ajándékozta meg a mikrobiológia atyjának tekintett tudóst.

## Emlékezete
Tiszteletére nevezték el a 2766 Leeuwenhoek kisbolygót.

## Összegyűjtött művei
- Sendbrieven ontleedingen en ontkellingen I–VII. (Leiden – Delft, 1685–1718)
- Opera omnia sive arcana naturae I–VII. (Leiden – Delft, 1722)